# Aisling O'Sullivan
Aisling O'Sullivan (1968, Tralee, Irlanda) es una actriz irlandesa conocida por su papel de Ma Brady en The Butcher Boy (1997).

## Biografía y Carrera
Aisling O'Sullivan es una galardonada actriz irlandesa que protagonizó la película The Butcher Boy interpretando a la madre del mentalmente inestable Francie. O'Sullivan hizo un pequeño papel en la película Michael Collins de Neil Jordan. Otro papel importante fue en la película Zona de Guerra (1999) de Tim Roth. Públicamente es conocida por su papel de la Dra. Cathy Costello en la serie "The Clinic" (2003), por la que recibió un premio IFTA. Además de trabajar en Irlanda, ha protagonizado películas del Reino Unido, Italia, Francia y Estados Unidos.

## Filmografía

### Series y Televisión
- Runway One (1995) (TV)
- Cracker (1993-1996) (1 episodio de 1995)
- El Americano (1998) (TV)
- Life Support (1999)
- The Wyvern Mystery (2000) (TV)
- Shockers: Parent's Night (2001) (TV)
- Yo y Mrs. Jones (2002) (TV)
- The Baby War (2005) (TV)
- The Clinic (Desde el 2003) (Más de 47 episodios desde el 2003)

### Cine
- Michael Collins (1996)
- The Butcher Boy (1997)
- Zona de Guerra (1999)
- The Announcement (2000)
- El Único (2002)
- Los Actores (2003)
- Six Shooter Cortometraje (2004)
- A Film with Me in It (2008)

## Premios

### Premios de Cine y Televisión Irlandesa (IFTA)
| Año  | Resultado | Premio      | Categoría/Destinatario(s)                                                 |
| ---- | --------- | ----------- | ------------------------------------------------------------------------- |
| 2008 | Ganadora  | Premio IFTA | Mejor Actriz en Rol Protagónico en Cine/Televisión Por: The Clinic (2003) |

| Año  | Resultado | Premio      | Categoría/Destinatario(s)                                            |
| ---- | --------- | ----------- | -------------------------------------------------------------------- |
| 2007 | Nominada  | Premio IFTA | Mejor Actriz en Rol Protagónico en Televisión Por: The Clinic (2003) |

| Año  | Resultado | Premio      | Categoría/Destinatario(s)                         |
| ---- | --------- | ----------- | ------------------------------------------------- |
| 2005 | Nominada  | Premio IFTA | Mejor Actriz en Televisión Por: The Clinic (2003) |